# لیلا اخمروا
لیلا اخمروا (انگلیسی: Leyla Akhmerova؛ زادهٔ ۱ مهٔ ۱۹۵۷) بازیکن هاکی روی چمن اهل اتحاد جماهیر شوروی سوسیالیستی است.